# Leonie Rainer

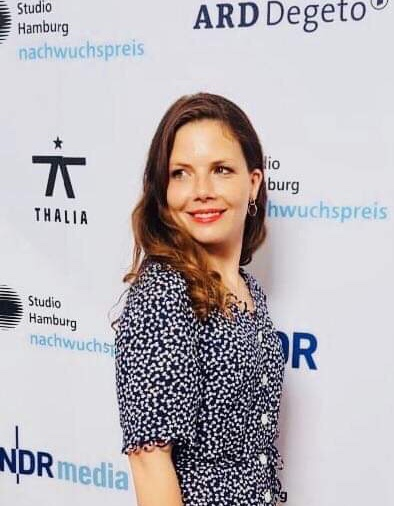
Leonie Rainer (2018)

Leonie Rainer (* 25. Dezember 1989 in Münster) ist eine deutsche Schauspielerin.

## Leben

### Herkunft und Ausbildung
Rainer wurde als mittlere von drei Schwestern in Münster geboren, wo sie auch aufwuchs. Erste Schauspielerfahrungen sammelte sie mit 14 Jahren in einem Improvisationstheater-Ensemble. Ein deutsch-bolivianisches Musiktheater-Projekt brachte sie als 18-Jährige nach Bolivien.
Nach ihrem Abitur studierte sie von 2010 bis 2014 Schauspiel an der Hochschule für Musik, Theater und Medien Hannover.

### Film und Fernsehen
Während ihres Schauspielstudiums war Rainer in ersten Rollen auf der Bühne des Staatstheater Hannovers und in ersten Kurz- und Fernsehfilmen zu sehen, wie dem 2012 produzierten ZDF-Drama Der Tote im Eis (Regie: Niki Stein) an der Seite von Manfred Zapatka, Merlin Rose und Ulrich Gebauer gefolgt von einer historischen Fernsehrolle als Prinzessin Viktoria Luise von Preußen in dem ARD-Dokudrama 1913 - Der letzte Tanz des Kaisers (Regie: Florian Huber)
Seit 2015 arbeitet Rainer freischaffend von Berlin aus und ist seitdem in zahlreichen Film- und Fernsehrollen zu sehen.

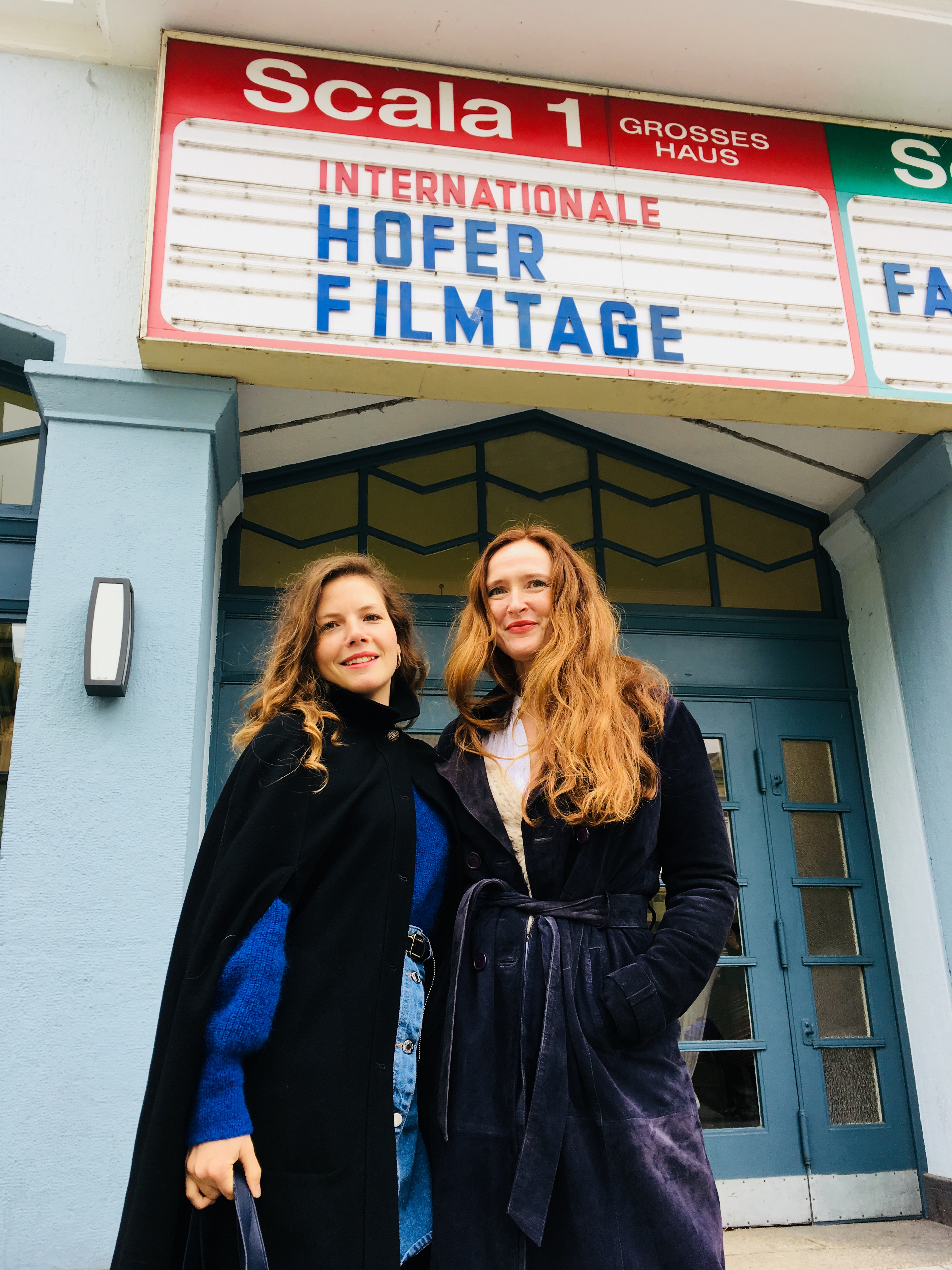
Leonie Rainer mit Schauspielkollegin Deborah Kaufmann bei der Premiere ihres gemeinsamen Films ALOHA (Regie: Charlotte Rolfes) bei den internationalen Hofer Filmtagen 2017

Bei den internationalen Hofer Filmtagen feierte sie 2017 Premiere mit der Hauptrolle in ALOHA als Filmtochter von Deborah Kaufmann und Uwe Bohm. Regie führte die Hamburg-Media-School-Absolventin Charlotte A. Rolfes. Im selben Jahr drehte sie zusammen mit Studentenoscar-Preisträger Regisseur Elmar Imanov in Warschau als Hauptrolle Agata für seinen Film Restless.
Ebenfalls 2017 folgten Episodenhauptrollen in den ARD- und ZDF-Krimis Nord bei Nordwest (Regie: Felix Herzogenrath), Letzte Spur Berlin (Regie: Christoph Stark) und SOKO Leipzig (Regie: Robert del Maestro). Für Chaos Queens, die vom ZDF produzierte Romanverfilmung von Kerstin Giers Roman Lügen, die von Herzen kommen, wurde Rainer in einer komödiantischen Rolle besetzt, mit Anna König und Katharina Schlothauer als Freundinnentrio (Regie: Imogen Kimmel).
Für den norwegischen Kinofilm Katja Träumt Vom Erwachen, in dem Rainer die Hauptrolle spielt, begannen 2019 die Dreharbeiten in Norwegen (Lofoten) und Berlin. Regie führte der norwegische Regisseur Truls Krane Meby.
Im Frühjahr 2020 feierte Rainer mit einer Rolle in der historischen Webserie Haus Kummerveldt (Regie: Mark Lorei) auf dem Filmfestival Max Ophüls Preis Premiere. Die Serie erhielt u. a. den First Steps Award.
Es folgten eine Episodenhauptrolle für die SOKO Potsdam (Regie: Ester Amrami) und im Winter 2020/21 die Dreharbeiten für die ARD-Anwaltsserie Legal Affairs (Regie: Randa Chahoud und Stefan Bühling), in der Rainer, an der Seite von Lavinia Wilson, die durchgehende Nebenrolle Sophie Jessen verkörpert.
2021 folgten Episodenhauptrollen in den Krimireihen SOKO Donau (Regie: Sophie Allet-Coche) und SOKO Stuttgart (Regie: Burkhard Feige).
2022 feierte Rainer mit ihrer Hauptrolle im Norwegischen Spielfilm Katja Dreams Of Waking Up auf dem renommierten Trømso International Filmfestival in Norwegen und auf dem Filmfestival Achtung Berlin Premiere. Anschließend nahm sie die Dreharbeiten für die zweite Staffel der historischen Serie Haus Kummerveldt auf, die 2023 auf dem Filmfestival Max Ophüls Preis lief.
2023 spielte Rainer u. a. eine durchgehende Nebenrolle in der ZDFneo-Serie Push und arbeitete hierfür mit den Regisseurinnen Katja Benrath und Mia Maariel Meyer zusammen. In der Serie spielt Rainer die junge Mutter Lara Fischer die ihre Hebammen verklagt einen Geburtsfehler begangen zu haben.
2024 erhielt die Serie Haus Kummerveldt, in der Rainer die durchgehende Rolle Ida von Kummerveldt spielt, den Grimme Preis 2024 Spezial.

### Theater
Neben ihren filmischen Rollen spielt Rainer gelegentlich Theater. Während ihres Schauspielstudiums war sie in ersten Rollen am Staatstheater Hannover zu sehen, gefolgt von einem einjährigen Festengagement am Theater Marburg. 2017 trat sie mit einer Inszenierung des Theaterkollektivs machina eX in Deutschland, Litauen und der Schweiz auf (Regie: Anna Fries).
Von 2016 bis 2018 war Rainer in Gastrollen am Hans Otto Theater Potsdam zu sehen, u. a. in der Bühnenfassung des Bestsellers Unterleuten von Juli Zeh (Regie: Tobias Wellemeyer).

### Sprecherin
Rainer ist außerdem regelmäßig als Sprecherin in Hörspiel- und Featureproduktionen aktiv. So war sie seit ihrem Schauspielstudium bereits in zahlreichen Hörspielen des Deutschlandfunk Kultur, des Hessischen Rundfunks, des Norddeutschen Rundfunks und des Südwestrundfunks zu hören. Beispielsweise als Marianne Dashwood neben Johanna Gastdorf und Ulrich Noethen in Verstand und Gefühl (Regie: Alexander Schuhmacher) und als Harriet Smith in Emma (Regie: Christiane Ohaus) von Jane Austen, als Delphine de Nucingen neben Katharina Schüttler in Vater Goriot von Honoré de Balzac (Regie: Judith Lorentz), als Lilly neben Maren Kroymann in Der Mendelssohnriss (Regie: Alexander Schuhmacher), als Jette neben Bjarne Mädel in Sörensen Fängt Feuer (Regie: Sven Stricker), als Hauptrolle Millicent Wohl neben Friedhelm Ptok und Jördis Triebel in dem Audible 10-Teiler Die Schattensammlerin (Regie: Anja Herrenbrück), als DC Anna Philipps neben Godehard Giese in Sie finden dich nie (Regie: Cordula Dickmeis) und als Effie Brennan in Der Süße Wahn (Regie: Cordula Dickmeis) neben Nico Holonics und Albrecht Schuch.
Rainer lebt in Berlin.

## Filmografie (Auswahl)
- 2010: Other Side (Kurzfilm)
- 2012: Der Tote im Eis (Fernsehfilm)
- 2012: Was nicht schwimmt (Kurzfilm)
- 2013: 1913 – Der letzte Tanz des Kaisers (Fernsehfilm)
- 2013: Gangster of Love (Webserie)
- 2013: Hilft nur Küssen (Spielfilm)
- 2014: 25fps (Kurzfilm)
- 2015: Schutzengel (Fernsehfilm)
- 2015: 7,1 Leben (Webserie)
- 2016: Die Kanzlei – Im Netz (Fernsehserie)
- 2016: Lena Lorenz – Gegen alle Zweifel (Fernsehreihe)
- 2016: Rosamunde Pilcher - Schutzengel
- 2016: Notruf Hafenkante – Vom verlorenen Glück (Fernsehserie)
- 2016: ALOHA[4] (Abschlussfilm)
- 2016: Sieben Stecknadeln (Kurzfilm)
- 2017: Nord bei Nordwest – Waidmannsheil (Fernsehreihe)
- 2017: Letzte Spur Berlin – Mordslust (Fernsehserie)
- 2017, 2023: Der Bergdoktor – Phantomschmerz, Der Weg zurück (Fernsehreihe)
- 2017: Chaos-Queens – Lügen, die von Herzen kommen (Fernsehfilm)
- 2017: Restless (Teaser-Dreh mit Studentenoscar-Preisträger)
- 2017: SOKO Leipzig – Blackout (Fernsehserie)
- 2018: Die Bergretter – Sorgerecht (Fernsehreihe)
- 2018: Ungeheuer (Abschlussfilm)
- 2018: SOKO Wismar – Der Bierflüsterer (Fernsehserie)
- 2019: Der Ranger – Paradies Heimat – Zeit der Wahrheit (Fernsehreihe)
- 2019: In aller Freundschaft – Die Krankenschwestern (Fernsehserie)
- 2019: Haus Kummerveldt (Serie, First Steps Award)
- 2019–2020: Katja Dreams Of Waking Up (Norwegischer Kinofilm)
- 2020: SOKO Potsdam: Mutterliebe (Fernsehserie)
- 2020: Inga Lindström: Wilde Zeiten (ZDF)[5]
- 2021: Standhaft (Kurzfilm)
- 2021: Die Spökenkiekerin und das Fräulein (Historischer Kurzfilm)
- 2021: SOKO Stuttgart (Fernsehserie)
- 2021: SOKO Donau/SOKO Wien – Falsche Signale (Fernsehserie)
- 2021: Legal Affairs (Fernsehserie)
- 2022: Haus Kummerveldt (Serie, First Steps Award)
- 2022: Der Bergdoktor (Fernsehreihe)
- 2023: In aller Freundschaft – Die jungen Ärzte (Fernsehserie)
- 2023: SOKO Wismar (Fernsehserie)
- 2023: Reset (Fernsehserie)
- 2023: Push (Fernsehserie)
- 2024: Die Bergretter
- 2025: SOKO Wismar
- 2025: SOKO Köln
- 2025: SOKO Stuttgart

## Theaterauftritte (Auswahl)
- 2004–2009: Improvisationstheater-Ensemble Die üblichen Verdächtigen (Jugendzentrum Paul-Gerhardt-Haus Münster, Theaterpädagogen: Olaf Herzog u. Janina Dunker)
- 2008: Café del Azar (Musiktheaterprojekt in Bolivien u. Deutschland, Regie: Barbara Kiwitt, Arwen Burmeister)
- 2012: Die Welt ohne uns: Der Müll (Staatstheater Hannover, Regie: Florian Loycke DAS HELMI, Rolle: Ja)
- 2012: Nach Moskau!? nach Drei Schwestern (Studiotheater Hannover, Regie: Jan Konieczny, Rollen: Irina, Anfissa)
- 2013: Happy Family (Staatstheater Hannover, Regie: Jakob Weiss, Rolle: Manson-Crew)
- 2013: Hilfe, die Herdmanns kommen (Staatstheater Hannover, Regie: Hanna Müller, Rolle: Hedwig Herdmann)
- 2014: Bambiland (Kulturzentrum Faust Hannover, Regie: Prof. Nora Somaini, Rolle: Maggy)
- 2014: Elektra (Theater Marburg, Regie: Christian Fries, Rolle: Chrysothemis)
- 2014: Das Dschungelbuch (Theater Marburg, Regie: Marc Wortel, Rolle: Colonel Hathi u. a.)
- 2015: Wir sind Hundert (Theater Marburg, Regie: Christopher Hanf, Rolle: 2)
- 2015: Ein Volksfeind (Theater Marburg, Regie Amina Gusner, Rolle: Petra Stockmann)
- 2015: Cinderella (Theater Marburg, Regie: Matthias Faltz, Rolle: Stiefschwester)
- 2016: Lessons of Leaking (machina eX – Tournee, Regie: Anna Fries, Rolle: AC1D)
- 2016–2017: Fucking Åmal (Hans Otto Theater Potsdam, Regie: Andreas Rehschuh, Rolle: Elin)
- 2017–2018: Schnickschnack und Schnuck auf der Jagd nach der Liebe (Hans Otto Theater Potsdam, Regie: Marita Erxleben, Rolle: Schnickschnack)
- 2018: Unterleuten (Hans Otto Theater Potsdam, Regie: Tobias Wellemeyer, Rolle: Miriam, Betty uvm.)

## Rollen als Sprecherin (Auswahl)
- 2013: Große kleine Schwestern (Norddeutscher Rundfunk, Hörspiel, Regie: Leonhard Koppelmann, Rolle: Mathilde)
- 2013: Bruder Kemal (Norddeutscher Rundfunk, Feature, Regie: Giuseppe Maio, Rollen: diverse)
- 2013: Weine nicht um die vergossene Milch - Chico Buarque (Norddeutscher Rundfunk, Feature, Regie: Alexander Schuhmacher, Rolle: Haupterzählerin)
- 2013: Grüne Grenze (Südwestrundfunk, Hörspiel, Regie: Alexander Schuhmacher, Rolle: Zoe)
- 2014: Der Mendelssohnriss (Deutschlandfunk Kultur, Hörspiel, Regie: Alexander Schuhmacher, Rolle: Lilly Mendelssohn)
- 2016: Menschen. Halden. Keine Tiere. (Deutschlandfunk Kultur, Wurfsendung Hörspiel, Regie: Alexander Schuhmacher, Rollen: diverse)
- 2016: Jil und Khaled (Deutschlandfunk Kultur, Hörspiel, Regie: Alexander Schuhmacher, Rolle: Jil)
- 2017: Cousine Lisbeth nach Honoré de Balzac (Deutschlandfunk Kultur/Radio Bremen, Hörspiel, Regie: Christiane Ohaus, Rolle: Hortense)
- 2017: Vater Goriot nach Honoré de Balzac (Deutschlandfunk Kultur, Hörspiel, Regie: Judith Lorentz, Rolle: Madame de Nucingen)
- 2018: Die Gottesanbeterin (Deutschlandfunk Kultur, Hörspiel, Regie: Beatrix Ackers, Rolle: Giacinta)
- 2018: Wen der Kuckuck zweimal ruft (Deutschlandfunk Kultur, Hörspiel, Regie: Beatrix Ackers, Rolle: Anna)
- 2018: Sörensen fängt Feuer (Deutschlandfunk Kultur, Hörspiel, Regie: Sven Stricker, Rolle: Jette)
- 2019: Fremdgänger (Der Hörverlag, Serial Podcast, Regie: Roman Neumann, Rolle: Katha)
- 2019: Die Akte Hannah (Deutschlandfunk Kultur, Feature, Regie: Cordula Dickmeiß, Rolle: Senta)
- 2019: Verstand und Gefühl (Hessischer Rundfunk, Hörspiel, Regie: Alexander Schuhmacher, Rolle: Marianne Dashwood)
- 2020: Die juten Sitten 2 (Audible, Hörspiel, Regie: Anja Herrenbrück, Rolle: Elsa)
- 2020: Miamis Welt (Deutschlandfunk Kultur, Hörspiel, Regie: Giuseppe Maio, Rolle: Mutter)
- 2021: Emma (Hessischer Rundfunk, Hörspiel, Regie: Christiane Ohaus, Rolle: Harriet Smith)
- 2021: Klare Sache (Norddeutscher Rundfunk, Hörspiel,  Regie: Janine Lüttmann, Rolle Trina Keany)
- 2021: Die Schattensammlerin (Audible 10-Teiler, Hörspiel, Regie: Anja Herrenbrück, Rolle: Millicent Wohl)
- 2022: Der Süße Wahn (Norddeutscher Rundfunk, Hörspiel, Regie: Cordula Dickmeiß, Rolle: Effie Brennan)
- 2023: Alice (Deutschlandfunk Kultur, Wurfsendung Hörspiel, Regie: Beatrix Ackers, Rolle: Alice)
- 2023: Sie finden dich nie (Deutschlandfunk Kultur, Hörspiel, Regie: Cordula Dickmeiß, Rolle: Detektive Anna Phillips)
- 2023: YUME_Leaks (Audible, Hörspielserie, Regie: Anja Herrenbrück, Rolle: Sophia Doré)
- 2024: Von hier bis zum Anfang (Deutschlandfunk Kultur, Hörspiel, Regie: Janine Lüttmann, Rolle: Reporterin)
- 2024: Künstliche Intelligenz in der Science Fiction (Deutschlandfunk Kultur, Feature, Regie: Beatrix Ackers, Rolle: Sprecherin)
- 2025: No Way Out (Deutschlandfunk Kultur, Hörspiel, Regie: Cordula Dickmeiß, Rolle: Detektive Anna Phillips)